# Froúrio Kyrineías
Froúrio Kyrineías är ett slott i Cypern. Det ligger i distriktet Eparchía Kerýneias, i den nordöstra delen av landet, 19 km norr om huvudstaden Nicosia. Froúrio Kyrineías ligger 4 meter över havet. Det ligger på ön Cypern.
Terrängen runt Froúrio Kyrineías är huvudsakligen kuperad, men den allra närmaste omgivningen är platt. Havet är nära Froúrio Kyrineías åt nordost.Trakten runt Froúrio Kyrineías är ganska glesbefolkad, med 25 invånare per kvadratkilometer. Närmaste större samhälle är Nicosia, 18,8 km söder om Froúrio Kyrineías. Trakten runt Froúrio Kyrineías är i huvudsak ett öppet busklandskap.